# Григорије Божовић
Григорије Божовић (Придворица, 15. новембра 1880 — Београд, 4. јануара 1945) био je књижевник, професор призренске богословије, један од вођа српског покрета у Македонији, првенствено у Битољском одбору српске четничке организације, а потом и посланик Народне скупштине у Скопљу. Имао је руководећу улогу у политичким и националним пословима у време када је старој Србији претила озбиљна опасност од Турака и Арнаута, непосредно пред Балканске ратове и ослобођењу ових крајева.

## Биографија
Григорије Божовић је рођен у селу Придворица код Ибарског Колашина, од оца Вукајла. Познат је био током живота Григорије и по завичају изведеном надимку "Колашинац". После школовања у Призрену, Скопљу, Цариграду и Москви - на Духовној академији, где је написао кандидатску дисертацију о светом Сави Српском. Дисертација је 2020. године објављена у српском преводу, што потврђује њене заслуге и значај за српску црквену историографију.
Био је професор у познатој Богословији у Призрену од 30. септембра 1905. године. У Призрену је неко време био и окружни начелник и председник политичке општине. Григорије је у браку са учитељицом Василијом, имао кћерку Вукосаву касније (1937), удату за артиљеријског поручника Драгољуба Поповића "млађег".
Био је Григорије скупштински посланик, а много се ангажовао у националном раду не само на Косову и Метохији него и у Македонији. Стекао је статус пензионера као инспектор Министарства Социјалне политике. Активан је у многим удружењима, одборима и саветима, познат као добар говорник из редова опозиционара. На скупштини Београдског Гајрета "Осман Ђикић" одржаној 1929. године, Григорије је биран у његову Управу. Изабран је јуна 1933. године на конгресу у Бањалуци у нови састав Управе "Народне одбране". Краљ Александар га је априла 1934. године именовао за члана Патријаршијског савета, на чијем се челу налазио Патријарх српски Варнава. У Удружењу Старосрбијанаца, чији је био члан, одржавао је пригодна предавања, попут оног из 1936. године под насловом: "Путеви у Јужној Србији некад и сад".
У Краљевини СХС политички је активан, као члан Прибићевићеве "Самосталне демократске странке", чији је посланик био више пута (1924—1927). На парламентарним изборима 1924. године био је кандидат (као самостални демократа на заједничкој листи са радикалима!) у Рашко-Звечанском срезу. Године 1926. Божовић је пишући у новинама увредио албанског посланика (дипломату) Цена-бега, због чега је био тужен код суда, од стране Управника вароши Београда. Изродио се због сукоба надлежности и неразумевања процедуре, политички надуван "Случај Григорије Божовић", усмерен против њега. Божовић је поднео скупштини и спорну Интерпелацију против именовања Цена-бега за посланика Албаније у Београду. Сматрао је да та особа не може бити представник своје земље, због својих ранијих активности према Србима, међу којима и пљачка манастира изведена од од стране његових качака. Када је 1928. године престао бити послаником, судски процес је међутим покренут. У међувремену је Албанац је умро, па је постало беспредметно о том "политичком питању" већати на суду. Брат покојников Саит Кризиу је покушао да преко страница листа "Време", отвореним писмом заштити углед и част свог наводно неправедно нападнутог сродника.
Његове новинарске путописне репортаже реализоване између два светска рата садрже естетске интенције у жанру.
Под председништвом Бранислава Нушића, Божовић је био од 1932. године именовани члан државног "Савета стручњака у области ауторског права". Заједно са другим књижевницима старије и млађе генерације основао је 1937. године "Удружење књижевника Београд-Загреб-Љубљана", сталешко удружење очигледно југословенског карактера. Пред прву скупштину која је одржана у Београду марта те године у скадарлијској кафани "Код два јелена", оснивачка правила потписали су са српске стране: Вељко Петровић, Божовић и Синиша Пауновић. Пред Други светски рат Божовић је био председник београдског "Пен-клуба", након смрти претходника, песника Милана Ракића.

## Писац
Григорије Божовић је један од значајнијих српских међуратних писаца. Објавио је четрнаест књига, од којих осам збирки приповедака. Преостале чине путописи, краћи записи о људима и крајевима, накнадно сабрани из Политике, чији је стални и угледни сарадник био. У књижевности се јавља рано; објавио је причу "У земљи без суда" 1905. године. Прилог за патриотско-литерарни српски часопис "Нова искра", написао је исте године у Москви, где је студирао. У Скопљу је при Ђачком дому (интернату) пред Други светски рат деловала ђачка литерарна дружина "Григорије Божовић", названа по омиљеном српском књижевнику, њему у част.
Почетак његовог рада обележен је збирком Из Старе Србије (1908) у издању Српског књижевног гласника, а крај Приповеткама (1940), у издању Српске књижевне задруге. Он је 1935. године издао збирку приповедака Тешка искушења, а 1939. године збирку приповедака Под законом - те две збирке, уз ону из 1940, садрже највредније Божовићеве приповетке. Божовићеве приповетке су тематски усредсређене на Стару Србију (највише на Косово и Метохију, једним делом на Македонију, пре свега на Битољ у којем је службовао). Најзначајније приповетке су му: Чудни подвижник, Мучних дана, Тиваидска напаст, Кад се царства мијењају, Злате из Слатине, Њен суд и Оклопник без страха и мане.

## Смрт
Пред сам крај рата комунисти су га стрељали у Београду, а његов је књижевни опус остао готово потпуно непознат широј публици. Београдска "Политика" је 4. јануара 1945. године објавила вест да су "Милош Тривунац и Григорије Божовић осуђени на смрт". Војни суд Команде града Београда га је осудио на најтежу казну због наводног "злочина издаје" из 1942. године. Велики заслужни српски национални радник и књижевник стрељан је уочи Божића 1945. године у подрумима затвора у Ђушиној улици у Београду. Било је то у згради бивше касарне у којој се током рата налазило седиште Специјалне полиције.

## Рехабилитација Григорија Божовића
Захтев за рехабилитацију поднео је јануара 2008. Божовићев рођак, редовни професор Филозофског факултета у Косовској Митровици, др Маринко Божовић. Одељење за рехабилитацију Окружног суда у Београду донело је маја 2008. решење којим је усвојен захтев за рехабилитацију Григорија Божовића, угледног књижевника, националног радника и репортера Политике пре Другог светског рата.
У Приштини је радило издавачко предузеће "Григорије Божовић". Постоји и књижевна награда „Григорије Божовић“ коју додељује Културни центар „Стари Колашин” у Зубином Потоку. Њен добитник 2016. године био је Радован Бели Марковић за роман „Путникова циглана“. Награду истог имена додељује и Књижевно друштво Косова и Метохије. Њен добитник за 2016. године била је Сунчица Денић за роман „Свет изван”, а 2017. године Александар Б. Лаковић за роман „Кад куће нисмо закључавали”.